# 滋野井家
滋野井家（しげのいけ）は、藤原北家閑院流三条家支流にあたる貴族・公家・華族だった家。公家としての家格は羽林家、華族としての家格は伯爵家（後に爵位返上）。

## 家の歴史

### 封建時代
内大臣三条公教の次男である権大納言滋野井実国が平安時代末期に創設したのに始まる。
家祖の実国は高倉天皇の笛の師匠だったことが『禁秘鈔』の「御侍読事」や『尊卑分脈』に見える。また死去前年の寿永元年の清暑殿の御神楽の際に病を押して息子2人の肩を借りて参内し、本拍子に奉仕したことが『古今著聞集』第15に見える。また歌人としても名高かったことが『古今著聞集』第5の逸話に見える。
実国の長男公時の次男公清は分家して八条家を起こしたが、同家は室町時代初期に絶家となっている。公清の次男実隆からさらに分家して河鰭家が成立している。また四条流の藤原成親の四男公佐は、実国の猶子となることで閑院流庶流として阿野家を起こしている。
3代実宣と5代実冬が権大納言に昇り、正二位権大納言を先途とする羽林家の家格が定まった。ただ実冬の後、早世する当主が多かった関係で江戸時代初期の季吉まで権大納言は出ず、鎌倉時代後期から戦国時代を通じて権中納言止まりだった当主が多い。
文和元年（1352年）には滋野井実勝が八幡の戦いで戦死した。『園太暦』文和元年7月9日の条に「実勝朝臣其時分殞命了、一流滅亡不便之旨談之」とあり、実勝戦死により滋野井家が滅亡したと一般には認識されていたと見られる。
文安3年（1446年）に庶流である阿野家の庶流である参議実益が滋野井家を再興したが、その曽孫の権中納言滋野井公古が永禄8年（1565年）死去した後、その甥で養子だった実藤が家督するも、実藤はまもなく実家の五辻家に戻って五辻之仲として同家を家督したため、滋野井家は再度中絶した。
慶長5年（1600年）に之仲の三男である季吉が養子として滋野井家を再興した。官途も家例に復し、季吉は正二位権大納言に昇った。寛文4年（1664年）4月に季吉の子である従三位非参議滋野井教広は、何か事件でもあったのか詳細は不明だが、職務怠慢を理由に滋野井家は御家断絶の処分を受け、教広は安芸国へ流されており、嫡男の右中将実光も連座して土佐国に流された。実光は3年後に家名再興を許されたものの、教広は配流先で死去している。
実光の養子である権大納言公澄とその孫の権大納言公麗は、有職故実家として名高い。公澄は『羽林類葉抄』『松蔭拾葉』などを著し、公麗は『禁秘御抄階梯』『公事根源鈔階梯』『滋草拾露』を著した。なお公麗は自家の家格について考証した『滋野井一流之事』『滋野井家不断絶之証』の中で、実勝は当家の人ではないため断絶はしていないという自説を述べている。
江戸時代の所領の表高は180石。家業は神楽。ただし、公澄以降は有職故実が家業であったとする説もある。
幕末の当主実在とその子公寿は尊皇攘夷・討幕派の公卿として活躍した。

### 明治以降
明治維新後、公寿は佐渡裁判所総督、佐渡鎮撫使、甲府県知事などを歴任した。
明治2年（1869年）6月17日の行政官達で公家と大名家が統合されて華族制度が誕生すると滋野井家も公家として華族に列した。明治3年に定められた実在の家禄は、現米で285石。明治9年8月5日の金禄公債証書発行条例に基づき家禄と引き換えに支給された実在の金禄公債の額は9527円83銭5厘（華族受給者中401位）。
明治11年4月30日に実在が隠居し、公寿が家督相続。明治前期の公寿の住居は東京府神田区小川町にあった。
明治17年（1884年）7月7日の華族令の施行で華族が五爵制になると大納言宣任の例多き旧堂上家として公寿が伯爵位を授けられた。
明治39年に公寿が死去し、公寿の娘武子と結婚した石井行光四男の実麗が婿養子として爵位と家督を相続したが、大正2年（1913年）1月27日に爵位を返上した
その後、滋野井家が復爵運動をやっていたことが確認されるが、実現せず終わった。
実麗の子に竹若がある。